# Voetbal op de Olympische Zomerspelen 1976
Voetbal is een van de sporten die beoefend werden tijdens de Olympische Zomerspelen 1976 in Montréal.

## Kwalificatie
| Toernooi             | Werelddeel                 | Plaatsen | Geplaatste landen                       |
| -------------------- | -------------------------- | -------- | --------------------------------------- |
| Kwalificatietoernooi | Automatisch                | 2        | Canada (gastland) Polen (titelhouder)   |
| Kwalificatietoernooi | Europa                     | 4 (+1)   | Sovjet-Unie Frankrijk Spanje DDR        |
| Kwalificatietoernooi | Azië                       | 3        | Noord-Korea Israël Iran                 |
| Kwalificatietoernooi | Afrika                     | 3 (-3)   | Nigeria Zambia Ghana                    |
| Kwalificatietoernooi | Noord- en Centraal Amerika | 3 (+1)   | Guatemala Mexico Cuba (verving Uruguay) |
| Kwalificatietoernooi | Zuid-Amerika               | 2 (-1)   | Uruguay Brazilië                        |
| Totaal               | Totaal                     | 13       |                                         |

## Stadions
| Montréal                             | · Montréal Toronto Sherbrooke Ottawa |
| ------------------------------------ | ------------------------------------ |
| Olympisch Stadion Capaciteit: 72.406 | · Montréal Toronto Sherbrooke Ottawa |
|                                      | · Montréal Toronto Sherbrooke Ottawa |
| Ottawa                               | · Montréal Toronto Sherbrooke Ottawa |
| Lansdowne Park Capaciteit: 30.065    | · Montréal Toronto Sherbrooke Ottawa |
|                                      | · Montréal Toronto Sherbrooke Ottawa |
| Sherbrooke                           | · Montréal Toronto Sherbrooke Ottawa |
| Stade Municipal Capaciteit: 10.000   | · Montréal Toronto Sherbrooke Ottawa |
| Toronto                              | · Montréal Toronto Sherbrooke Ottawa |
| Varsity Stadium Capaciteit: 21.739   | · Montréal Toronto Sherbrooke Ottawa |
|                                      | · Montréal Toronto Sherbrooke Ottawa |

## Competitieschema
| GF | Groepsfase | ¼ | Kwartfinale | ½ | Halve finales | B | Bronzen finale | F | Finale |

| 18 zon | 19 maa | 20 din | 21 woe | 22 don | 23 vrij | 24 zat | 25 zon | 26 maa | 27 din | 28 woe | 29 don | 30 vrij | 31 zat |
| ------ | ------ | ------ | ------ | ------ | ------- | ------ | ------ | ------ | ------ | ------ | ------ | ------- | ------ |
| GF     | GF     | GF     | GF     | GF     | GF      |        | ¼      |        | ½      |        | B      |         | F      |

## Scheidsrechters
- Ramon Barreto
- Arnaldo Coelho
- Angel Coerezza
- Marco Antonio Dorantes
- Emilio Guruceta

- Robert Héliès
- Abraham Klein
- Marian Kuston
- Alberto Michelotti

- Jafar Namdar
- Károly Palotai
- John Paterson
- Adolf Prokop

- Vladimir Rudnev
- Paul Schiller
- Guillermo Velázquez
- Werner Winsemann

## Heren

### Groepsfase

#### Groep A
| Rang | Land     | Wed | W | G | V | DV | DT | DS | Ptn |
| ---- | -------- | --- | - | - | - | -- | -- | -- | --- |
| 1    | Brazilië | 2   | 1 | 1 | 0 | 2  | 1  | 1  | 3   |
| 2    | DDR      | 2   | 1 | 1 | 0 | 1  | 0  | 1  | 3   |
| 3    | Spanje   | 2   | 0 | 0 | 2 | 1  | 3  | –2 | 0   |

|                                |          |       |     |                                                                                   |
| 18 juli 1976 12:00 uur (UTC−4) | Brazilië | 0 – 0 | DDR | Varsity Stadium, Toronto Toeschouwers: 21.643 Scheidsrechter: John Paterson (GBR) |
| 18 juli 1976 12:00 uur (UTC−4) |          |       |     | Varsity Stadium, Toronto Toeschouwers: 21.643 Scheidsrechter: John Paterson (GBR) |

|                                |                                    |       |              |                                                                                      |
| 20 juli 1976 12:00 uur (UTC−4) | Brazilië                           | 2 – 1 | Spanje       | Olympisch Stadion, Montréal Toeschouwers: 38.123 Scheidsrechter: Paul Schiller (AUT) |
| 20 juli 1976 12:00 uur (UTC−4) | Rosemiro 7' Chico Fraga 47' (pen.) |       | 14' Idígoras | Olympisch Stadion, Montréal Toeschouwers: 38.123 Scheidsrechter: Paul Schiller (AUT) |

|                                |            |       |        |                                                                                         |
| 22 juli 1976 12:00 uur (UTC−4) | DDR        | 1 – 0 | Spanje | Olympisch Stadion, Montréal Toeschouwers: 36.198 Scheidsrechter: Werner Winsemann (CAN) |
| 22 juli 1976 12:00 uur (UTC−4) | Dörner 46' |       |        | Olympisch Stadion, Montréal Toeschouwers: 36.198 Scheidsrechter: Werner Winsemann (CAN) |

#### Groep B
| Rang | Land      | Wed | W | G | V | DV | DT | DS | Ptn |
| ---- | --------- | --- | - | - | - | -- | -- | -- | --- |
| 1    | Frankrijk | 3   | 2 | 1 | 0 | 9  | 3  | 6  | 5   |
| 2    | Israël    | 3   | 0 | 3 | 0 | 3  | 3  | 0  | 3   |
| 3    | Mexico    | 3   | 0 | 2 | 1 | 4  | 7  | –3 | 2   |
| 4    | Guatemala | 3   | 0 | 2 | 1 | 2  | 5  | –3 | 2   |

|                                |           |       |        |                                                                                    |
| 19 juli 1976 18:00 uur (UTC−4) | Guatemala | 0 – 0 | Israël | Varsity Stadium, Toronto Toeschouwers: 9.500 Scheidsrechter: Vladimir Rudnev (URS) |
| 19 juli 1976 18:00 uur (UTC−4) |           |       |        | Varsity Stadium, Toronto Toeschouwers: 9.500 Scheidsrechter: Vladimir Rudnev (URS) |

|                                |                                                 |       |             |                                                                                  |
| 19 juli 1976 12:00 uur (UTC−4) | Frankrijk                                       | 4 – 1 | Mexico      | Lansdowne Park, Ottawa Toeschouwers: 14.286 Scheidsrechter: Ángel Coerezza (ARG) |
| 19 juli 1976 12:00 uur (UTC−4) | Schaer 14' Baronchelli 33' Rubio 78' Amisse 90' |       | 81' Sánchez | Lansdowne Park, Ottawa Toeschouwers: 14.286 Scheidsrechter: Ángel Coerezza (ARG) |

|                                |                       |       |                        |                                                                                           |
| 21 juli 1976 16:00 uur (UTC−4) | Mexico                | 2 – 2 | Israël                 | Olympisch Stadion, Montréal Toeschouwers: 28.124 Scheidsrechter: Alberto Michelotti (ITA) |
| 21 juli 1976 16:00 uur (UTC−4) | Rangel 19' Rangel 44' |       | 51' Oz 55' (pen.) Shum | Olympisch Stadion, Montréal Toeschouwers: 28.124 Scheidsrechter: Alberto Michelotti (ITA) |

|                                |                                       |       |           |                                                                                      |
| 21 juli 1976 12:00 uur (UTC−4) | Frankrijk                             | 4 – 1 | Guatemala | Municipal Stadium, Sherbrooke Toeschouwers: 3.163 Scheidsrechter: Jafar Namdar (IRN) |
| 21 juli 1976 12:00 uur (UTC−4) | Platini 7', 86' Amisse 41' Schaer 82' |       | 58' Fion  | Municipal Stadium, Sherbrooke Toeschouwers: 3.163 Scheidsrechter: Jafar Namdar (IRN) |

|                                |            |       |                   |                                                                                       |
| 23 juli 1976 12:00 uur (UTC−4) | Mexico     | 1 – 1 | Guatemala         | Municipal Stadium, Sherbrooke Toeschouwers: 4.118 Scheidsrechter: Marian Kuston (POL) |
| 23 juli 1976 12:00 uur (UTC−4) | Rangel 36' |       | 18' (e.d.) Rergis | Municipal Stadium, Sherbrooke Toeschouwers: 4.118 Scheidsrechter: Marian Kuston (POL) |

|                                |                    |       |            |                                                                                      |
| 23 juli 1976 21:00 uur (UTC−4) | Frankrijk          | 1 – 1 | Israël     | Olympisch Stadion, Montréal Toeschouwers: 33.639 Scheidsrechter: Ramón Barreto (URU) |
| 23 juli 1976 21:00 uur (UTC−4) | Platini 80' (pen.) |       | 75' Peretz | Olympisch Stadion, Montréal Toeschouwers: 33.639 Scheidsrechter: Ramón Barreto (URU) |

#### Groep C
| Rang | Land  | Wed | W | G | V | DV | DT | DS | Ptn |
| ---- | ----- | --- | - | - | - | -- | -- | -- | --- |
| 1    | Polen | 2   | 1 | 1 | 0 | 3  | 2  | 1  | 3   |
| 2    | Iran  | 2   | 1 | 0 | 1 | 3  | 3  | 0  | 2   |
| 3    | Cuba  | 2   | 0 | 1 | 1 | 0  | 1  | –1 | 1   |

|                                |      |       |       |                                                                                      |
| 18 juli 1976 15:00 uur (UTC−4) | Cuba | 0 – 0 | Polen | Olympisch Stadion, Montréal Toeschouwers: 29.417 Scheidsrechter: Abraham Klein (ISR) |
| 18 juli 1976 15:00 uur (UTC−4) |      |       |       | Olympisch Stadion, Montréal Toeschouwers: 29.417 Scheidsrechter: Abraham Klein (ISR) |

|                                |              |       |      |                                                                                |
| 20 juli 1976 12:00 uur (UTC−4) | Iran         | 1 – 0 | Cuba | Lansdowne Park, Ottawa Toeschouwers: 11.324 Scheidsrechter: Adolf Prokop (DDR) |
| 20 juli 1976 12:00 uur (UTC−4) | Mazloumi 28' |       |      | Lansdowne Park, Ottawa Toeschouwers: 11.324 Scheidsrechter: Adolf Prokop (DDR) |

|                                |                                     |       |                       |                                                                                       |
| 22 juli 1976 20:00 uur (UTC−4) | Iran                                | 2 – 3 | Polen                 | Olympisch Stadion, Montréal Toeschouwers: 32.309 Scheidsrechter: Arnaldo Coelho (BRA) |
| 22 juli 1976 20:00 uur (UTC−4) | Szarmach 48' Deyna 51' Szarmach 75' |       | 6' Parvin 79' Rowshan | Olympisch Stadion, Montréal Toeschouwers: 32.309 Scheidsrechter: Arnaldo Coelho (BRA) |

#### Groep D
| Rang | Land        | Wed | W | G | V | DV | DT | DS | Ptn |
| ---- | ----------- | --- | - | - | - | -- | -- | -- | --- |
| 1    | Sovjet-Unie | 2   | 2 | 0 | 0 | 5  | 1  | 4  | 4   |
| 2    | Noord-Korea | 2   | 1 | 0 | 1 | 3  | 4  | –1 | 2   |
| 3    | Canada      | 2   | 0 | 0 | 2 | 2  | 5  | –3 | 0   |

|                                |             |       |                                  |                                                                                      |
| 19 juli 1976 16:00 uur (UTC−4) | Canada      | 1 – 2 | Sovjet-Unie                      | Olympisch Stadion, Montréal Toeschouwers: 34.320 Scheidsrechter: Robert Héliès (FRA) |
| 19 juli 1976 16:00 uur (UTC−4) | Douglas 88' |       | 8' Onysjtsjenko 11' Onysjtsjenko | Olympisch Stadion, Montréal Toeschouwers: 34.320 Scheidsrechter: Robert Héliès (FRA) |

|                                |                      |       |             |                                                                                            |
| 21 juli 1976 12:00 uur (UTC−4) | Noord-Korea          | 3 – 1 | Canada      | Varsity Stadium, Toronto Toeschouwers: 12.638 Scheidsrechter: Marco Antonio Dorantes (MEX) |
| 21 juli 1976 12:00 uur (UTC−4) | An 18' Hong 66', 80' |       | 51' Douglas | Varsity Stadium, Toronto Toeschouwers: 12.638 Scheidsrechter: Marco Antonio Dorantes (MEX) |

|                                |             |                                      |             |                                                                                        |
| 23 juli 1976 18:00 uur (UTC−4) | Noord-Korea | 0 – 3                                | Sovjet-Unie | Lansdowne Park, Ottawa Toeschouwers: 15.233 Scheidsrechter: Emilio Guruceta Muro (ESP) |
| 23 juli 1976 18:00 uur (UTC−4) |             | 77' Kolotov 81' Veremeev 90' Blochin |             | Lansdowne Park, Ottawa Toeschouwers: 15.233 Scheidsrechter: Emilio Guruceta Muro (ESP) |

### Knock-outfase
|  | Kwartfinale          | Kwartfinale       |                    |   | Halve finale       | Halve finale       |  |  | Finale | Finale |
|  |                      |                   |                    |   |                    |                    |  |  |        |        |
|  | 25 juli – Ottawa     |                   |                    |   |                    |                    |  |  |        |        |
|  |                      |                   |                    |   |                    |                    |  |  |        |        |
|  | DDR                  | 4                 |                    |   |                    |                    |  |  |        |        |
|  | DDR                  | 4                 | 27 juli – Montréal |   |                    |                    |  |  |        |        |
|  | Frankrijk            | 0                 |                    |   |                    |                    |  |  |        |        |
|  | Frankrijk            | 0                 | DDR                | 2 |                    |                    |  |  |        |        |
|  | 25 juli – Toronto    |                   | DDR                | 2 |                    |                    |  |  |        |        |
|  |                      | Sovjet-Unie       | 1                  |   |                    |                    |  |  |        |        |
|  | Israël               | Sovjet-Unie       | 1                  | 1 |                    |                    |  |  |        |        |
|  | Israël               |                   | 31 juli – Montréal | 1 |                    |                    |  |  |        |        |
|  | Brazilië             | 4                 |                    |   |                    |                    |  |  |        |        |
|  | Brazilië             | 4                 | DDR                | 3 |                    |                    |  |  |        |        |
|  | 25 juli – Sherbrooke |                   | DDR                | 3 |                    |                    |  |  |        |        |
|  |                      | Polen             | 1                  |   |                    |                    |  |  |        |        |
|  | Sovjet-Unie          | Polen             | 1                  | 2 |                    |                    |  |  |        |        |
|  | Sovjet-Unie          | 27 juli – Toronto |                    | 2 |                    |                    |  |  |        |        |
|  | Iran                 | 1                 |                    |   |                    |                    |  |  |        |        |
|  | Iran                 | 1                 | Brazilië           | 0 |                    |                    |  |  |        |        |
|  | 25 juli – Montréal   |                   | Brazilië           | 0 |                    |                    |  |  |        |        |
|  |                      | Polen             | 2                  |   | Wedstrijd om brons | Wedstrijd om brons |  |  |        |        |
|  | Noord-Korea          | Polen             | 2                  | 0 | Wedstrijd om brons | Wedstrijd om brons |  |  |        |        |
|  | Noord-Korea          |                   | 29 juli – Montréal | 0 |                    |                    |  |  |        |        |
|  | Polen                | 5                 |                    |   |                    |                    |  |  |        |        |
|  | Polen                | 5                 | Brazilië           | 0 |                    |                    |  |  |        |        |
|  |                      |                   |                    |   |                    |                    |  |  |        |        |
|  | Sovjet-Unie          | 2                 |                    |   |                    |                    |  |  |        |        |
|  | Sovjet-Unie          | 2                 |                    |   |                    |                    |  |  |        |        |

#### Kwartfinales
|                                |                                                     |       |           |                                                                                      |
| 25 juli 1976 12:00 uur (UTC−4) | DDR                                                 | 4 – 0 | Frankrijk | Lansdowne Park, Ottawa Toeschouwers: 20.083 Scheidsrechter: Alberto Michelotti (ITA) |
| 25 juli 1976 12:00 uur (UTC−4) | Löwe 27' Dörner 60' (pen.), 68' (pen.) Riediger 77' |       |           | Lansdowne Park, Ottawa Toeschouwers: 20.083 Scheidsrechter: Alberto Michelotti (ITA) |

|                                |                         |       |                             |                                                                                           |
| 25 juli 1976 16:00 uur (UTC−4) | Iran                    | 1 – 2 | Sovjet-Unie                 | Stade Municipal, Sherbrooke Toeschouwers: 5.855 Scheidsrechter: Guillermo Velásquez (COL) |
| 25 juli 1976 16:00 uur (UTC−4) | Ghelichkhani 82' (pen.) |       | 40' Minayev 68' Zvjahintsev | Stade Municipal, Sherbrooke Toeschouwers: 5.855 Scheidsrechter: Guillermo Velásquez (COL) |

|                                |                                             |       |                  |                                                                                    |
| 25 juli 1976 16:00 uur (UTC−4) | Brazilië                                    | 4 – 1 | Israël           | Varsity Stadium, Toronto Toeschouwers: 18.601 Scheidsrechter: Károly Palotai (HUN) |
| 25 juli 1976 16:00 uur (UTC−4) | Jarbas 56', 74' Erivélto 72' Léo Júnior 88' |       | 80' Vicky Peretz | Varsity Stadium, Toronto Toeschouwers: 18.601 Scheidsrechter: Károly Palotai (HUN) |

|                                |             |                                                             |       |                                                                                      |
| 25 juli 1976 21:00 uur (UTC−4) | Noord-Korea | 0 – 5                                                       | Polen | Olympisch Stadion, Montréal Toeschouwers: 46.855 Scheidsrechter: Paul Schiller (AUT) |
| 25 juli 1976 21:00 uur (UTC−4) |             | 14' Szarmach 49' Szarmach 58' Lato 65' Szymanowski 79' Lato |       | Olympisch Stadion, Montréal Toeschouwers: 46.855 Scheidsrechter: Paul Schiller (AUT) |

#### Halve finales
|                                |                   |       |          |                                                                                   |
| 27 juli 1976 12:00 uur (UTC−4) | Polen             | 2 – 0 | Brazilië | Varsity Stadium, Toronto Toeschouwers: 21.743 Scheidsrechter: John Paterson (GBR) |
| 27 juli 1976 12:00 uur (UTC−4) | Szarmach 51', 82' |       |          | Varsity Stadium, Toronto Toeschouwers: 21.743 Scheidsrechter: John Paterson (GBR) |

|                                |                                  |       |                    |                                                                                       |
| 27 juli 1976 18:00 uur (UTC−4) | DDR                              | 2 – 1 | Sovjet-Unie        | Olympisch Stadion, Montréal Toeschouwers: 48.855 Scheidsrechter: Marco Dorantes (MEX) |
| 27 juli 1976 18:00 uur (UTC−4) | Dörner 61' (pen.) Kurbjuweit 65' |       | 84' (pen.) Kolotov | Olympisch Stadion, Montréal Toeschouwers: 48.855 Scheidsrechter: Marco Dorantes (MEX) |

#### Bronzen finale
|                                |          |                               |             |                                                                                         |
| 29 juli 1976 21:00 uur (UTC−4) | Brazilië | 0 – 2                         | Sovjet-Unie | Olympisch Stadion, Montréal Toeschouwers: 55.647 Scheidsrechter: Abraham Klein (Israël) |
| 29 juli 1976 21:00 uur (UTC−4) |          | 5' Onysjtsjenko 49' Nazarenko |             | Olympisch Stadion, Montréal Toeschouwers: 55.647 Scheidsrechter: Abraham Klein (Israël) |

#### Finale
|                                |                                   |       |          |                                                                                      |
| 31 juli 1976 21:30 uur (UTC−4) | DDR                               | 3 – 1 | Polen    | Olympisch Stadion, Montréal Toeschouwers: 71.617 Scheidsrechter: Ramón Barreto (URU) |
| 31 juli 1976 21:30 uur (UTC−4) | Schade 7' Hoffmann 14' Häfner 84' |       | 59' Lato | Olympisch Stadion, Montréal Toeschouwers: 71.617 Scheidsrechter: Ramón Barreto (URU) |

### Eindrangschikking
| rang   | land        |
| ------ | ----------- |
| Goud   | DDR         |
| Zilver | Polen       |
| Brons  | Sovjet-Unie |
| 4      | Brazilië    |

## Topschutters
6 goals
- Andrzej Szarmach

4 goals
- Hans-Jürgen Dörner

3 goals
- Michel Platini
- Víctor Rangel
- Grzegorz Lato
- Vladimir Onisjtsjenko

2 goals
- Jarbas
- Jimmy Douglas
- Jean-Marc Schaer
- Loïc Amisse
- Vicky Peretz
- Viktor Kolotov

1 goal
| - Chico Fraga - Erivelto - Júnior - Rosemiro - Hans-Jürgen Riediger - Hartmut Schade - Lothar Kurbjuweit - Martin Hoffmann - Reinhard Häfner - Wolfram Löwe - Bruno Baronchelli - Francisco Rubio - Marco Fion - Ali Parvin - Gholam Hossein Mazloumi | - Hassan Rowshan - Parviz Ghelichkhani - Itzhak Shum - Yaron Oz - Hugo Sánchez - An Se Uk - Hong Song Nam - Antoni Szymanowski - Kazimierz Deyna - Aleksandr Minayev - Leonid Nazarenko - Oleh Blochin - Viktor Zvjagintsev - Vladimir Veremekev - Santiago Idígoras |

Eigen doelpunt
- Eduardo Rergis